# Крівешть (Васлуй)
Крівешть, Крівешті (рум. Crivești) — село у повіті Васлуй в Румунії. Входить до складу комуни Тутова.
Село розташоване на відстані 216 км на північний схід від Бухареста, 62 км на південь від Васлуя, 118 км на південь від Ясс, 82 км на північний захід від Галаца.

## Населення
За даними перепису населення 2002 року у селі проживали 560 осіб, усі — румуни. Усі жителі села рідною мовою назвали румунську.